# Oxbjerget
Oxbjerget er en kunstigt anlagt bakke umiddelbart nord for Hvissinge i Glostrup Kommune. Bakken ligger i den østlige ende af Vestskoven. Opbygningen af Oxbjerget blev påbegyndt i 1968, og bakken er bygget af ca. 400.000 m³ jord og murbrokker, der blev kasseret som byggeaffald.
Højeste punkt er 38 m over havets overflade – ca. 15 m højere end det omkringliggende terræn.
Det officielt autoriserede navn for bakken er Oksebjerget, og dette navn anvendes bl.a. på officielle kort fra Geodatastyrelsen. Men Oxbjerget er den lokalt accepterede og anvendte stavemåde.
Bakken, der også kaldes Hundebjerget især blandt hundeejere, er et yndet udflugtmål for hundeluftere, idet den indgår i Hundeskoven – en indhegnet del af Vestskoven, hvor det er tilladt at lufte hunde uden snor.
Oksbjerget fik navnet af den rådgivende ingeniør efter inspiration til anlægsdrøftelserne med tidligere leder af Skovskolen i Nødebo Docent og forfatter Erik Oksbjerg. Erik Oksbjerg var anerkendt Forstkandidat og har skrevet flere naturfaglige bøger[kilde mangler]
55°41′13″N 12°25′0″Ø / 55.68694°N 12.41667°Ø